# Interlands Omaans voetbalelftal 2020-2029
Deze pagina toont een chronologisch en gedetailleerd overzicht van de interlands die het Omaans voetbalelftal speelt en heeft gespeeld in de periode 2020 – 2029.

## Interlands

### 2020
Het Omaans voetbalelftal speelde in 2020 geen interlands vanwege de coronacrisis in Azië. Alle geplande interlands in het kader van WK-kwalificatie werden meermaals verplaatst en uiteindelijk in juni 2021 gespeeld. Vriendschappelijke wedstrijden tegen Myanmar in februari, Nieuw-Zeeland in maart en Iran in juni werden geannuleerd.

### 2021
|                                                                 |      |       |          |                                                                                 |
| 20 maart Vriendschappelijk «onderlinge duels» 17:45 uur (UTC+4) | Oman | 0 – 0 | Jordanië | Al Maktoumstadion, Dubai Toeschouwers: 0 Scheidsrechter: Ali Al Samaheeji (BHR) |
| 20 maart Vriendschappelijk «onderlinge duels» 17:45 uur (UTC+4) |      |       |          | Al Maktoumstadion, Dubai Toeschouwers: 0 Scheidsrechter: Ali Al Samaheeji (BHR) |

|                                                                 |                       |       |                  |                                                                                    |
| 25 maart Vriendschappelijk «onderlinge duels» 17:45 uur (UTC+4) | Oman                  | 1 – 1 | India            | Al Maktoumstadion, Dubai Toeschouwers: 0 Scheidsrechter: Omar Mohamed Al Ali (VAE) |
| 25 maart Vriendschappelijk «onderlinge duels» 17:45 uur (UTC+4) | Sana Singh 43' (e.d.) |       | 55' Manvir Singh | Al Maktoumstadion, Dubai Toeschouwers: 0 Scheidsrechter: Omar Mohamed Al Ali (VAE) |

|                                                               |          |                           |      |                                                                                        |
| 25 mei Vriendschappelijk «onderlinge duels» 19:15 uur (UTC+4) | Thailand | 0 – 1                     | Oman | The Sevens Stadium, Dubai Toeschouwers: 0 Scheidsrechter: Mohammed Abdulla Alali (VAE) |
| 25 mei Vriendschappelijk «onderlinge duels» 19:15 uur (UTC+4) |          | 43' Abdul Aziz Al-Muqbali |      | The Sevens Stadium, Dubai Toeschouwers: 0 Scheidsrechter: Mohammed Abdulla Alali (VAE) |

|                                                               |                |       |                                                                |                                                                               |
| 29 mei Vriendschappelijk «onderlinge duels» 19:00 uur (UTC+4) | Indonesië      | 1 – 3 | Oman                                                           | The Sevens Stadium, Dubai Toeschouwers: 0 Scheidsrechter: Yahya Almulla (QAT) |
| 29 mei Vriendschappelijk «onderlinge duels» 19:00 uur (UTC+4) | Evan Dimas 51' |       | 40' Muhsen Al-Ghassani 77' Khalid Al-Hajri 88' Khalid Al-Hajri | The Sevens Stadium, Dubai Toeschouwers: 0 Scheidsrechter: Yahya Almulla (QAT) |

|                                                                                             |      |                      |       | |
| 7 juni Azië Cup 2023 kwalificatie WK 2022 kwalificatie «onderlinge duels» 20:00 uur (UTC+3) | Oman | 0 – 1                | Qatar | Jassim Bin Hamadstadion, Doha (Qatar) Toeschouwers: 1.559 Scheidsrechter: Hettikamkanamge Perera (SRI) |
| 7 juni Azië Cup 2023 kwalificatie WK 2022 kwalificatie «onderlinge duels» 20:00 uur (UTC+3) |      | 33' Hassan Al-Haidos |       | Jassim Bin Hamadstadion, Doha (Qatar) Toeschouwers: 1.559 Scheidsrechter: Hettikamkanamge Perera (SRI) |

|                                                                                              |                   |       |                                       |                                                                                       |
| 11 juni Azië Cup 2023 kwalificatie WK 2022 kwalificatie «onderlinge duels» 20:10 uur (UTC+3) | Afghanistan       | 1 – 2 | Oman                                  | Jassim Bin Hamadstadion, Doha (Qatar) Toeschouwers: 183 Scheidsrechter: Ma Ning (CHN) |
| 11 juni Azië Cup 2023 kwalificatie WK 2022 kwalificatie «onderlinge duels» 20:10 uur (UTC+3) | Omid Popalzay 23' |       | 13' Abdullah Fawaz 51' Abdullah Fawaz | Jassim Bin Hamadstadion, Doha (Qatar) Toeschouwers: 183 Scheidsrechter: Ma Ning (CHN) |

|                                                                                              |            |                                                                |      |                                                                                          |
| 15 juni Azië Cup 2023 kwalificatie WK 2022 kwalificatie «onderlinge duels» 20:10 uur (UTC+3) | Bangladesh | 0 – 3                                                          | Oman | Jassim Bin Hamadstadion, Doha (Qatar) Toeschouwers: 885 Scheidsrechter: Ali Shaban (KUW) |
| 15 juni Azië Cup 2023 kwalificatie WK 2022 kwalificatie «onderlinge duels» 20:10 uur (UTC+3) |            | 22' Mohammed Al-Ghafri 60' Khalid Al-Hajri 80' Khalid Al-Hajri |      | Jassim Bin Hamadstadion, Doha (Qatar) Toeschouwers: 885 Scheidsrechter: Ali Shaban (KUW) |

|                                                                    |                                                     |       |                |                                                                                              |
| 20 juni Arab Cup kwalificatie «onderlinge duels» 20:00 uur (UTC+3) | Oman                                                | 2 – 1 | Somalië        | Jassim Bin Hamadstadion, Doha (Qatar) Toeschouwers: 551 Scheidsrechter: Benoît Bastien (FRA) |
| 20 juni Arab Cup kwalificatie «onderlinge duels» 20:00 uur (UTC+3) | Muhsen Al-Ghassani 12' Salaah Al-Yahyaei 36' (pen.) |       | 54' Abel Gigli | Jassim Bin Hamadstadion, Doha (Qatar) Toeschouwers: 551 Scheidsrechter: Benoît Bastien (FRA) |

|                                                                                   |       |                    |      | |
| 2 september WK 2022 kwalificatie Derde ronde «onderlinge duels» 19:15 uur (UTC+9) | Japan | 0 – 1              | Oman | Gemeentelijk stadion Suita, Suita Toeschouwers: 4.853 Scheidsrechter: Mohammed Abdulla Mohamed (VAE) Video-assistent: Ammar Ali Al Jneibi (VAE) |
| 2 september WK 2022 kwalificatie Derde ronde «onderlinge duels» 19:15 uur (UTC+9) |       | 88' Issam Al Sabhi |      | Gemeentelijk stadion Suita, Suita Toeschouwers: 4.853 Scheidsrechter: Mohammed Abdulla Mohamed (VAE) Video-assistent: Ammar Ali Al Jneibi (VAE) |

|                                                                                   |      |                     |               | |
| 7 september WK 2022 kwalificatie Derde ronde «onderlinge duels» 20:00 uur (UTC+4) | Oman | 0 – 1               | Saoedi-Arabië | Sultan Qaboos Sports Complex, Muscat Toeschouwers: 8.150 Scheidsrechter: Hanna Hattab (SYR) Video-assistent: Omar Mohamed Al Ali (VAE) |
| 7 september WK 2022 kwalificatie Derde ronde «onderlinge duels» 20:00 uur (UTC+4) |      | 42' Saleh Al-Shehri |               | Sultan Qaboos Sports Complex, Muscat Toeschouwers: 8.150 Scheidsrechter: Hanna Hattab (SYR) Video-assistent: Omar Mohamed Al Ali (VAE) |

|                                                                     |                                       |       | |                                                       |
| 26 september Vriendschappelijk «onderlinge duels» 19:00 uur (UTC+3) | Nepal                                 | 2 – 7 | Oman | Qatar Universiteitsstadion, Doha Scheidsrechter: onb. |
| 26 september Vriendschappelijk «onderlinge duels» 19:00 uur (UTC+3) | Ananta Tamang 45+6' Ananta Tamang 83' |       | 16' Fahmi Durbein 45+6' Mohsen Gohar 48' Issam Al Sabhi 51' Mohammed Al-Ghassani 60' Abdul Aziz Al-Muqbali 65' Abdul Aziz Al-Muqbali 76' Jameel Al-Yahmadi | Qatar Universiteitsstadion, Doha Scheidsrechter: onb. |

|                                                                                 |                                                  |       |                    | |
| 7 oktober WK 2022 kwalificatie Derde ronde «onderlinge duels» 21:30 uur (UTC+3) | Australië                                        | 3 – 1 | Oman               | Khalifa Internationaal Stadion, Ar Rayyan (Qatar) Toeschouwers: 0 Scheidsrechter: Nawaf Shukralla (BHR) Video-assistent: Muhammad Taqi (SIN) |
| 7 oktober WK 2022 kwalificatie Derde ronde «onderlinge duels» 21:30 uur (UTC+3) | Awer Mabil 9' Martin Boyle 49' Mitchell Duke 89' |       | 28' Rabia Al-Alawi | Khalifa Internationaal Stadion, Ar Rayyan (Qatar) Toeschouwers: 0 Scheidsrechter: Nawaf Shukralla (BHR) Video-assistent: Muhammad Taqi (SIN) |

|                                                                                  |                                                                        |       |                      | |
| 12 oktober WK 2022 kwalificatie Derde ronde «onderlinge duels» 20:00 uur (UTC+4) | Oman                                                                   | 3 – 1 | Vietnam              | Sultan Qaboos Sports Complex, Muscat Toeschouwers: 9.123 Scheidsrechter: Adham Machadmeh (JOR) Video-assistent: Ali Sabah (IRQ) |
| 12 oktober WK 2022 kwalificatie Derde ronde «onderlinge duels» 20:00 uur (UTC+4) | Issam Al Sabhi 45+1' Mohsin Al-Khaldi 49' Salaah Al-Yahyaei 63' (pen.) |       | 39' Nguyễn Tiến Linh | Sultan Qaboos Sports Complex, Muscat Toeschouwers: 9.123 Scheidsrechter: Adham Machadmeh (JOR) Video-assistent: Ali Sabah (IRQ) |

|                                                                                   |            |       |                     | |
| 11 november WK 2022 kwalificatie Derde ronde «onderlinge duels» 19:00 uur (UTC+4) | China      | 1 – 1 | Oman                | Sharjahstadion, Sharjah (V.A.E.) Toeschouwers: 1.700 Scheidsrechter: Sivakorn Pu-udom (THA) Video-assistent: Muhammad Taqi (SIN) |
| 11 november WK 2022 kwalificatie Derde ronde «onderlinge duels» 19:00 uur (UTC+4) | Wu Lei 21' |       | 75' Amjad Al-Harthi | Sharjahstadion, Sharjah (V.A.E.) Toeschouwers: 1.700 Scheidsrechter: Sivakorn Pu-udom (THA) Video-assistent: Muhammad Taqi (SIN) |

|                                                                                   |      |               |       | |
| 16 november WK 2022 kwalificatie Derde ronde «onderlinge duels» 20:00 uur (UTC+4) | Oman | 0 – 1         | Japan | Sultan Qaboos Sports Complex, Muscat Toeschouwers: 14.123 Scheidsrechter: Ko Hyung-jin (KOR) Video-assistent: Kim Jong-hyeok (KOR) |
| 16 november WK 2022 kwalificatie Derde ronde «onderlinge duels» 20:00 uur (UTC+4) |      | 81' Junya Ito |       | Sultan Qaboos Sports Complex, Muscat Toeschouwers: 14.123 Scheidsrechter: Ko Hyung-jin (KOR) Video-assistent: Kim Jong-hyeok (KOR) |

| FIFA Arab Cup 2021 |
| ------------------ |

|                                                                   |                                |       |                              | |
| 30 november Arab Cup Groep A «onderlinge duels» 16:00 uur (UTC+3) | Irak                           | 1 – 1 | Oman                         | Al Janoubstadion, Al Wakrah Toeschouwers: 1.576 Scheidsrechter: Said Martínez (HON) Video-assistent: Jair Marrufo (USA) |
| 30 november Arab Cup Groep A «onderlinge duels» 16:00 uur (UTC+3) | Hasan Abdulkareem 90+8' (pen.) |       | 78' (pen.) Salaah Al-Yahyaei | Al Janoubstadion, Al Wakrah Toeschouwers: 1.576 Scheidsrechter: Said Martínez (HON) Video-assistent: Jair Marrufo (USA) |

|                                                                  |                     |       |                                                 | |
| 3 december Arab Cup Groep A «onderlinge duels» 16:00 uur (UTC+3) | Oman                | 1 – 2 | Qatar                                           | Education Citystadion, Ar Rayyan Toeschouwers: 23.254 Scheidsrechter: Wilton Pereira Sampaio (BRA) Video-assistent: Rafael Traci (BRA) |
| 3 december Arab Cup Groep A «onderlinge duels» 16:00 uur (UTC+3) | Khalid Al-Hajri 74' |       | 32' (pen.) Akram Afif 90+7' (e.d.) Fahmi Durbin | Education Citystadion, Ar Rayyan Toeschouwers: 23.254 Scheidsrechter: Wilton Pereira Sampaio (BRA) Video-assistent: Rafael Traci (BRA) |

|                                                                  |                                                           |       |         | |
| 6 december Arab Cup Groep A «onderlinge duels» 22:00 uur (UTC+3) | Oman                                                      | 3 – 0 | Bahrein | Ahmed bin Alistadion, Ar Rayyan Toeschouwers: 2.477 Scheidsrechter: Ryuji Sato (JPN) Video-assistent: Jair Marrufo (USA) |
| 6 december Arab Cup Groep A «onderlinge duels» 22:00 uur (UTC+3) | Rabia Al-Alawi 41' Rabia Al-Alawi 50' Khalid Al-Hajri 59' |       |         | Ahmed bin Alistadion, Ar Rayyan Toeschouwers: 2.477 Scheidsrechter: Ryuji Sato (JPN) Video-assistent: Jair Marrufo (USA) |

|                                                                       |                                          |       |                     | |
| 10 december Arab Cup Kwartfinale «onderlinge duels» 18:00 uur (UTC+3) | Tunesië                                  | 2 – 1 | Oman                | Education Citystadion, Ar Rayyan Toeschouwers: 21.329 Scheidsrechter: Daniel Siebert (GER) Video-assistent: Christian Dingert (GER) |
| 10 december Arab Cup Kwartfinale «onderlinge duels» 18:00 uur (UTC+3) | Seifeddine Jaziri 16' Youssef Msakni 69' |       | 66' Arshad Al-Alawi | Education Citystadion, Ar Rayyan Toeschouwers: 21.329 Scheidsrechter: Daniel Siebert (GER) Video-assistent: Christian Dingert (GER) |

|  |  |  |  |  |  |  |  |  |

### 2022
|                                                                                  |                       |       |      | |
| 27 januari WK 2022 kwalificatie Derde ronde «onderlinge duels» 20:15 uur (UTC+3) | Saoedi-Arabië         | 1 – 0 | Oman | Koning Abdoellah Sportstad, Jeddah Toeschouwers: 47.364 Scheidsrechter: Nawaf Shukralla (BHR) Video-assistent: Mohammed Abdulla Mohamed (VAE) |
| 27 januari WK 2022 kwalificatie Derde ronde «onderlinge duels» 20:15 uur (UTC+3) | Firas Al-Buraikan 48' |       |      | Koning Abdoellah Sportstad, Jeddah Toeschouwers: 47.364 Scheidsrechter: Nawaf Shukralla (BHR) Video-assistent: Mohammed Abdulla Mohamed (VAE) |

|                                                                                  |                                              |       |                                          | |
| 1 februari WK 2022 kwalificatie Derde ronde «onderlinge duels» 20:00 uur (UTC+4) | Oman                                         | 2 – 2 | Australië                                | Sultan Qaboos Sports Complex, Muscat Toeschouwers: 0 Scheidsrechter: Mohammed Abdulla Mohamed (VAE) Video-assistent: Khamis Al-Marri (QAT) |
| 1 februari WK 2022 kwalificatie Derde ronde «onderlinge duels» 20:00 uur (UTC+4) | Abdullah Fawaz 54' Abdullah Fawaz 89' (pen.) |       | 15' (pen.) Jamie Maclaren 79' Aaron Mooy | Sultan Qaboos Sports Complex, Muscat Toeschouwers: 0 Scheidsrechter: Mohammed Abdulla Mohamed (VAE) Video-assistent: Khamis Al-Marri (QAT) |

|                                                                                |         |                     |      | |
| 24 maart WK 2022 kwalificatie Derde ronde «onderlinge duels» 19:00 uur (UTC+7) | Vietnam | 0 – 1               | Oman | Mỹ Đình Nationaal Stadion, Hanoi Toeschouwers: 6.923 Scheidsrechter: Hanna Hattab (SYR) Video-assistent: Sivakorn Pu-udom (THA) |
| 24 maart WK 2022 kwalificatie Derde ronde «onderlinge duels» 19:00 uur (UTC+7) |         | 65' Khalid Al-Hajri |      | Mỹ Đình Nationaal Stadion, Hanoi Toeschouwers: 6.923 Scheidsrechter: Hanna Hattab (SYR) Video-assistent: Sivakorn Pu-udom (THA) |

|                                                                                |                                        |       |       | |
| 29 maart WK 2022 kwalificatie Derde ronde «onderlinge duels» 20:00 uur (UTC+4) | Oman                                   | 2 – 0 | China | Sultan Qaboos Sports Complex, Muscat Toeschouwers: 2.500 Scheidsrechter: Ko Hyung-jin (KOR) Video-assistent: Kim Jong-hyeok (KOR) |
| 29 maart WK 2022 kwalificatie Derde ronde «onderlinge duels» 20:00 uur (UTC+4) | Arshad Al-Alawi 12' Abdullah Fawaz 74' |       |       | Sultan Qaboos Sports Complex, Muscat Toeschouwers: 2.500 Scheidsrechter: Ko Hyung-jin (KOR) Video-assistent: Kim Jong-hyeok (KOR) |

|                                                               |       |                                                 |      |                                                    |
| 3 juni Vriendschappelijk «onderlinge duels» 19:00 uur (UTC+3) | Nepal | 0 – 2                                           | Oman | Suheim Bin Hamadstadion, Doha Scheidsrechter: onb. |
| 3 juni Vriendschappelijk «onderlinge duels» 19:00 uur (UTC+3) |       | 45+2' Omar Al-Malki 90+1' (pen.) Issam Al-Sabhi |      | Suheim Bin Hamadstadion, Doha Scheidsrechter: onb. |

|                                                               |      |       |               |                                                                                             |
| 9 juni Vriendschappelijk «onderlinge duels» 21:00 uur (UTC+3) | Oman | 0 – 0 | Nieuw-Zeeland | Education Citystadion, Ar Rayyan Toeschouwers: 0 Scheidsrechter: Mohammed Al-Shammari (QAT) |
| 9 juni Vriendschappelijk «onderlinge duels» 21:00 uur (UTC+3) |      |       |               | Education Citystadion, Ar Rayyan Toeschouwers: 0 Scheidsrechter: Mohammed Al-Shammari (QAT) |

|                                                                     |                   |       |                   |                                                                                         |
| 23 september Vriendschappelijk «onderlinge duels» 18:00 uur (UTC+3) | Irak              | 1 – 1 | Oman              | Koning Abdoellah II-stadion, Amman Toeschouwers: 500 Scheidsrechter: Mohamad Issa (LIB) |
| 23 september Vriendschappelijk «onderlinge duels» 18:00 uur (UTC+3) | Aymen Hussein 85' |       | 82' Omar Al Malki | Koning Abdoellah II-stadion, Amman Toeschouwers: 500 Scheidsrechter: Mohamad Issa (LIB) |
| 23 september Vriendschappelijk «onderlinge duels» 18:00 uur (UTC+3) | Strafschoppen     |       |                   | Koning Abdoellah II-stadion, Amman Toeschouwers: 500 Scheidsrechter: Mohamad Issa (LIB) |
| 23 september Vriendschappelijk «onderlinge duels» 18:00 uur (UTC+3) | 4 – 5             |       |                   | Koning Abdoellah II-stadion, Amman Toeschouwers: 500 Scheidsrechter: Mohamad Issa (LIB) |

|                                                                     |                         |       |      |                                                                           |
| 26 september Vriendschappelijk «onderlinge duels» 21:00 uur (UTC+3) | Jordanië                | 1 – 0 | Oman | Koning Abdoellah II-stadion, Amman Scheidsrechter: Mahmoud El Banna (EGY) |
| 26 september Vriendschappelijk «onderlinge duels» 21:00 uur (UTC+3) | Ihsan Haddad 66' (pen.) |       |      | Koning Abdoellah II-stadion, Amman Scheidsrechter: Mahmoud El Banna (EGY) |

|                                                                    |      |                     |           | |
| 16 november Vriendschappelijk «onderlinge duels» 19:00 uur (UTC+4) | Oman | 0 – 1               | Duitsland | Sultan Qaboos Sports Complex, Muscat Toeschouwers: 25.654 Scheidsrechter: Mohammed Al Hoaish (KSA) |
| 16 november Vriendschappelijk «onderlinge duels» 19:00 uur (UTC+4) |      | 80' Niclas Füllkrug |           | Sultan Qaboos Sports Complex, Muscat Toeschouwers: 25.654 Scheidsrechter: Mohammed Al Hoaish (KSA) |

|                                                                    |                                             |       |             |                                                                                      |
| 20 november Vriendschappelijk «onderlinge duels» 18:00 uur (UTC+4) | Oman                                        | 2 – 0 | Wit-Rusland | Hazza bin Zayedstadion, Al Ain Toeschouwers: 150 Scheidsrechter: Adel Al Naqbi (VAE) |
| 20 november Vriendschappelijk «onderlinge duels» 18:00 uur (UTC+4) | Salaah Al-Yahyaei 78' Salaah Al-Yahyaei 81' |       |             | Hazza bin Zayedstadion, Al Ain Toeschouwers: 150 Scheidsrechter: Adel Al Naqbi (VAE) |

|                                                                    |                                    |       |                  |                                                                  |
| 23 december Vriendschappelijk «onderlinge duels» 20:30 uur (UTC+4) | Oman                               | 2 – 1 | Syrië            | Al-Rashidstadion, Dubai Scheidsrechter: Ahmed Eisa Darwish (VAE) |
| 23 december Vriendschappelijk «onderlinge duels» 20:30 uur (UTC+4) | Issam Al-Sabhi 21' Mataz Saleh 58' |       | 60' Ahmed Ashkar | Al-Rashidstadion, Dubai Scheidsrechter: Ahmed Eisa Darwish (VAE) |

|                                                                    |       |                      |      |                                                                         |
| 30 december Vriendschappelijk «onderlinge duels» 18:00 uur (UTC+4) | Syrië | 0 – 1                | Oman | Police Officers' Clubstadion, Dubai Scheidsrechter: Adel Al Naqbi (VAE) |
| 30 december Vriendschappelijk «onderlinge duels» 18:00 uur (UTC+4) |       | 85' Khalid Al-Braiki |      | Police Officers' Clubstadion, Dubai Scheidsrechter: Adel Al Naqbi (VAE) |

### 2023
| Golf Cup of Nations 2023 |
| ------------------------ |

|                                                                 |      |       |      | |
| 6 januari Golf Cup Groep A «onderlinge duels» 19:00 uur (UTC+3) | Irak | 0 – 0 | Oman | Basra Sports City, Basra Toeschouwers: 72.865 Scheidsrechter: István Kovács (ROU) Video-assistent: Redouane Jiyed (MAR) |
| 6 januari Golf Cup Groep A «onderlinge duels» 19:00 uur (UTC+3) |      |       |      | Basra Sports City, Basra Toeschouwers: 72.865 Scheidsrechter: István Kovács (ROU) Video-assistent: Redouane Jiyed (MAR) |

|                                                                 |                                                            |       |                                                  | |
| 9 januari Golf Cup Groep A «onderlinge duels» 16:15 uur (UTC+3) | Oman                                                       | 3 – 2 | Jemen                                            | Basra Sports City, Basra Scheidsrechter: Abdullah Jamali (KUW) Video-assistent: Redouane Jiyed (MAR) |
| 9 januari Golf Cup Groep A «onderlinge duels» 16:15 uur (UTC+3) | Ali Fadhl 2' (e.d.) Arshad Al-Alawi 37' Issam Al-Sabhi 47' |       | 12' (pen.) Abdulwasea Al-Matari 30' Omar Al-Dahi | Basra Sports City, Basra Scheidsrechter: Abdullah Jamali (KUW) Video-assistent: Redouane Jiyed (MAR) |

|                                                                  |                    |       |                                       |                                                                                                |
| 12 januari Golf Cup Groep A «onderlinge duels» 18:00 uur (UTC+3) | Saoedi-Arabië      | 1 – 2 | Oman                                  | Al-Minaa Olympisch Stadion, Basra Scheidsrechter: Ma Ning (CHN) Video-assistent: Fu Ming (CHN) |
| 12 januari Golf Cup Groep A «onderlinge duels» 18:00 uur (UTC+3) | Turki Al-Ammar 41' |       | 34' Rabia Al-Alawi 84' Harib Al-Saadi | Al-Minaa Olympisch Stadion, Basra Scheidsrechter: Ma Ning (CHN) Video-assistent: Fu Ming (CHN) |

|                                                                       |         |                       |      |                                                                                                   |
| 16 januari Golf Cup Halve finale «onderlinge duels» 20:15 uur (UTC+3) | Bahrein | 0 – 1                 | Oman | Basra Sports City, Basra Scheidsrechter: Adel Al Naqbi (VAE) Video-assistent: Ahmed Darwish (VAE) |
| 16 januari Golf Cup Halve finale «onderlinge duels» 20:15 uur (UTC+3) |         | 83' Jameel Al-Yahmadi |      | Basra Sports City, Basra Scheidsrechter: Adel Al Naqbi (VAE) Video-assistent: Ahmed Darwish (VAE) |

|                                                                 |                                                                 |              |                                                    | |
| 19 januari Golf Cup Finale «onderlinge duels» 19:00 uur (UTC+3) | Irak                                                            | 3 – 2 (n.v.) | Oman                                               | Basra Sports City, Basra Toeschouwers: 64.570 Scheidsrechter: István Kovács (ROU) Video-assistent: Jérémie Pignard (FRA) |
| 19 januari Golf Cup Finale «onderlinge duels» 19:00 uur (UTC+3) | Ibrahim Bayesh 24' Amjad Attwan 116' (pen.) Manaf Younis 120+2' |              | 90+10' (pen.) Salaah Al-Yahyaei 119' Omar Al-Malki | Basra Sports City, Basra Toeschouwers: 64.570 Scheidsrechter: István Kovács (ROU) Video-assistent: Jérémie Pignard (FRA) |

|  |  |  |  |  |  |  |  |  |

|                                                                 |                                       |       |         |                                                                                |
| 27 maart Vriendschappelijk «onderlinge duels» 22:00 uur (UTC+4) | Oman                                  | 2 – 0 | Libanon | Sultan Qaboos Sports Complex, Muscat Scheidsrechter: Abdullah Al Kandari (KUW) |
| 27 maart Vriendschappelijk «onderlinge duels» 22:00 uur (UTC+4) | Issam Al-Sabhi 27' Issam Al-Sabhi 80' |       |         | Sultan Qaboos Sports Complex, Muscat Scheidsrechter: Abdullah Al Kandari (KUW) |

| Centraal-Aziatisch kampioenschap voetbal 2023 |
| --------------------------------------------- |

Oman is geen lid van de Centraal-Aziatische voetbalbond, maar mocht als gast deelnemen aan het eerste kampioenschap voor landen uit Centraal-Azië.
|                                                                             |                                                                            |       |      |                                                                                       |
| 11 juni Centraal-Azië Cup 2023 Groep A «onderlinge duels» 20:30 uur (UTC+5) | Oezbekistan                                                                | 3 – 0 | Oman | Milliystadion, Tasjkent Toeschouwers: 12.912 Scheidsrechter: Dayirbek Abdilajev (KGZ) |
| 11 juni Centraal-Azië Cup 2023 Groep A «onderlinge duels» 20:30 uur (UTC+5) | Jaloliddin Masjaripov 7' Jaloliddin Masjaripov 24' Chojiakbar Alijonov 89' |       |      | Milliystadion, Tasjkent Toeschouwers: 12.912 Scheidsrechter: Dayirbek Abdilajev (KGZ) |

|                                                                             |                              |       |                      |                                                                                             |
| 14 juni Centraal-Azië Cup 2023 Groep A «onderlinge duels» 18:30 uur (UTC+5) | Oman                         | 1 – 1 | Tadzjikistan         | Pachtakor Centraalstadion, Tasjkent Toeschouwers: 150 Scheidsrechter: Kirill Levnikov (RUS) |
| 14 juni Centraal-Azië Cup 2023 Groep A «onderlinge duels» 18:30 uur (UTC+5) | Salaah Al-Yahyaei 14' (pen.) |       | 45' Vachdat Chanonov | Pachtakor Centraalstadion, Tasjkent Toeschouwers: 150 Scheidsrechter: Kirill Levnikov (RUS) |

|                                                                             |              |                                             |      |                                                                                                |
| 17 juni Centraal-Azië Cup 2023 Groep A «onderlinge duels» 18:30 uur (UTC+5) | Turkmenistan | 0 – 2                                       | Oman | Pachtakor Centraalstadion, Tasjkent Toeschouwers: 200 Scheidsrechter: Dayirbek Abdilajev (KGZ) |
| 17 juni Centraal-Azië Cup 2023 Groep A «onderlinge duels» 18:30 uur (UTC+5) |              | 42' Mahmood Al-Mushaifri 76' Issam Al-Sabhi |      | Pachtakor Centraalstadion, Tasjkent Toeschouwers: 200 Scheidsrechter: Dayirbek Abdilajev (KGZ) |

|                                                                                               |          |                     |      | |
| 20 juni Centraal-Azië Cup 2023 Wedstrijd om de 3e plaats «onderlinge duels» 18:30 uur (UTC+5) | Kirgizië | 0 – 1               | Oman | Pachtakor Centraalstadion, Tasjkent Toeschouwers: 10.000 Scheidsrechter: Achrol Riskoellajev (UZB) |
| 20 juni Centraal-Azië Cup 2023 Wedstrijd om de 3e plaats «onderlinge duels» 18:30 uur (UTC+5) |          | 71' Arshad Al-Alawi |      | Pachtakor Centraalstadion, Tasjkent Toeschouwers: 10.000 Scheidsrechter: Achrol Riskoellajev (UZB) |

|  |  |  |  |  |  |  |  |  |

|                                                                    |                                                  |       |                      |                                                                             |
| 6 september Vriendschappelijk «onderlinge duels» 18:45 uur (UTC+4) | Oman                                             | 2 – 1 | Palestina            | Sultan Qaboos Sports Complex, Muscat Scheidsrechter: Khalid Al-Turais (KSA) |
| 6 september Vriendschappelijk «onderlinge duels» 18:45 uur (UTC+4) | Abdullah Fawaz 22' Muhsen Al-Ghassani 36' (pen.) |       | 3' Mahmoud Abu Warda | Sultan Qaboos Sports Complex, Muscat Scheidsrechter: Khalid Al-Turais (KSA) |

|                                                                     |                                                                                       |       |      |                                                                                    |
| 12 september Vriendschappelijk «onderlinge duels» 19:30 uur (UTC−5) | Verenigde Staten                                                                      | 4 – 0 | Oman | Allianz Field, Saint Paul Toeschouwers: 13.665 Scheidsrechter: Mario Escobar (GUA) |
| 12 september Vriendschappelijk «onderlinge duels» 19:30 uur (UTC−5) | Folarin Balogun 13' Brenden Aaronson 60' Ricardo Pepi 79' Khalid Al-Braiki 81' (e.d.) |       |      | Allianz Field, Saint Paul Toeschouwers: 13.665 Scheidsrechter: Mario Escobar (GUA) |

|                                                                                    |                                                        |       |                |                                                                                                  |
| 16 november WK 2026 kwalificatie Tweede ronde «onderlinge duels» 19:00 uur (UTC+4) | Oman                                                   | 3 – 0 | Chinees Taipei | Sultan Qaboos Sports Complex, Muscat Toeschouwers: 4.155 Scheidsrechter: Sadullo Gulmurodi (TJK) |
| 16 november WK 2026 kwalificatie Tweede ronde «onderlinge duels» 19:00 uur (UTC+4) | Omar Al-Malki 17' Ahmed Al-Kaabi 41' Mataz Saleh 90+1' |       |                | Sultan Qaboos Sports Complex, Muscat Toeschouwers: 4.155 Scheidsrechter: Sadullo Gulmurodi (TJK) |

|                                                                                    |                             |       |      |                                                                                              |
| 21 november WK 2026 kwalificatie Tweede ronde «onderlinge duels» 20:00 uur (UTC+6) | Kirgizië                    | 1 – 0 | Oman | Dolen Omurzakovstadion, Bisjkek Toeschouwers: 19.000 Scheidsrechter: Mooud Bonyadifard (IRN) |
| 21 november WK 2026 kwalificatie Tweede ronde «onderlinge duels» 20:00 uur (UTC+6) | Odilzjon Abdoerachmanov 49' |       |      | Dolen Omurzakovstadion, Bisjkek Toeschouwers: 19.000 Scheidsrechter: Mooud Bonyadifard (IRN) |

|                                                                    |                                            |       |       |                                                                                    |
| 29 december Vriendschappelijk «onderlinge duels» 19:15 uur (UTC+4) | Oman                                       | 2 – 0 | China | Baniyasstadion, Abu Dhabi Toeschouwers: 0 Scheidsrechter: Yahya Ali Al Mulla (VAE) |
| 29 december Vriendschappelijk «onderlinge duels» 19:15 uur (UTC+4) | Arshad Al-Alawi 49' Muhsen Al-Ghassani 65' |       |       | Baniyasstadion, Abu Dhabi Toeschouwers: 0 Scheidsrechter: Yahya Ali Al Mulla (VAE) |

### 2024
|                                                                  |        |                   |      |                                                                      |
| 6 januari Vriendschappelijk «onderlinge duels» 19:15 uur (UTC+4) | V.A.E. | 0 – 1             | Oman | Al Nahyanstadion, Abu Dhabi Scheidsrechter: Abdullah Al-Shehri (KSA) |
| 6 januari Vriendschappelijk «onderlinge duels» 19:15 uur (UTC+4) |        | 5' Abdullah Fawaz |      | Al Nahyanstadion, Abu Dhabi Scheidsrechter: Abdullah Al-Shehri (KSA) |

| Aziatisch kampioenschap voetbal 2023 |
| ------------------------------------ |

|                                                                       |                                              |       |                              | |
| 16 januari Azië Cup 2023 Groep F «onderlinge duels» 20:30 uur (UTC+3) | Saoedi-Arabië                                | 2 – 1 | Oman                         | Khalifa Internationaal Stadion, Ar Rayyan Toeschouwers: 41.987 Scheidsrechter: Shaun Evans (AUS) Video-assistent: Kate Jacewicz (AUS) |
| 16 januari Azië Cup 2023 Groep F «onderlinge duels» 20:30 uur (UTC+3) | Abdulrahman Ghareeb 78' Ali Al-Bulaihi 90+6' |       | 15' (pen.) Salaah Al-Yahyaei | Khalifa Internationaal Stadion, Ar Rayyan Toeschouwers: 41.987 Scheidsrechter: Shaun Evans (AUS) Video-assistent: Kate Jacewicz (AUS) |

|                                                                       |      |       |          | |
| 21 januari Azië Cup 2023 Groep F «onderlinge duels» 17:30 uur (UTC+3) | Oman | 0 – 0 | Thailand | Abdullah bin Khalifastadion, Doha Toeschouwers: 6.340 Scheidsrechter: Mooud Bonyadifard (IRN) Video-assistent: Mohammed Abdulla Mohamed (VAE) |
| 21 januari Azië Cup 2023 Groep F «onderlinge duels» 17:30 uur (UTC+3) |      |       |          | Abdullah bin Khalifastadion, Doha Toeschouwers: 6.340 Scheidsrechter: Mooud Bonyadifard (IRN) Video-assistent: Mohammed Abdulla Mohamed (VAE) |

|                                                                       |               |       |                       | |
| 25 januari Azië Cup 2023 Groep F «onderlinge duels» 18:00 uur (UTC+3) | Kirgizië      | 1 – 1 | Oman                  | Abdullah bin Khalifastadion, Doha Toeschouwers: 6.231 Scheidsrechter: Ahmad Al-Ali (KUW) Video-assistent: Abdullah Jamali (KUW) |
| 25 januari Azië Cup 2023 Groep F «onderlinge duels» 18:00 uur (UTC+3) | Joel Kojo 80' |       | 8' Muhsen Al-Ghassani | Abdullah bin Khalifastadion, Doha Toeschouwers: 6.231 Scheidsrechter: Ahmad Al-Ali (KUW) Video-assistent: Abdullah Jamali (KUW) |

|  |  |  |  |  |  |  |  |  |

|                                                                                 |                                           |       |          |                                                                                         |
| 21 maart WK 2026 kwalificatie Tweede ronde «onderlinge duels» 22:00 uur (UTC+4) | Oman                                      | 2 – 0 | Maleisië | Sultan Qaboos Sports Complex, Muscat Toeschouwers: 21.836 Scheidsrechter: Fu Ming (CHN) |
| 21 maart WK 2026 kwalificatie Tweede ronde «onderlinge duels» 22:00 uur (UTC+4) | Issam Al-Sabhi 58' Muhsen Al-Ghassani 88' |       |          | Sultan Qaboos Sports Complex, Muscat Toeschouwers: 21.836 Scheidsrechter: Fu Ming (CHN) |

|                                                                                 |          |                                                     |      | |
| 26 maart WK 2026 kwalificatie Tweede ronde «onderlinge duels» 22:00 uur (UTC+8) | Maleisië | 0 – 2                                               | Oman | Bukit Jalil Nationaal Stadion, Kuala Lumpur Toeschouwers: 26.499 Scheidsrechter: Ko Hyung-jin (KOR) |
| 26 maart WK 2026 kwalificatie Tweede ronde «onderlinge duels» 22:00 uur (UTC+8) |          | 45+4' (pen.) Omar Al-Malki 90+4' Mohammed Al-Ghafri |      | Bukit Jalil Nationaal Stadion, Kuala Lumpur Toeschouwers: 26.499 Scheidsrechter: Ko Hyung-jin (KOR) |

|                                                                               |                |                                                                                        |      |                                                                                        |
| 6 juni WK 2026 kwalificatie Tweede ronde «onderlinge duels» 19:00 uur (UTC+8) | Chinees Taipei | 0 – 3                                                                                  | Oman | Taipei Municipal Stadium, Taipei Toeschouwers: 5.700 Scheidsrechter: Zaid Thamer (IRQ) |
| 6 juni WK 2026 kwalificatie Tweede ronde «onderlinge duels» 19:00 uur (UTC+8) |                | 31' Abdulrahman Al-Mushaifri 55' Abdulrahman Al-Mushaifri 75' Abdulrahman Al-Mushaifri |      | Taipei Municipal Stadium, Taipei Toeschouwers: 5.700 Scheidsrechter: Zaid Thamer (IRQ) |

|                                                                                |                                 |       |                        |                                                                                                 |
| 11 juni WK 2026 kwalificatie Tweede ronde «onderlinge duels» 20:00 uur (UTC+4) | Oman                            | 1 – 1 | Kirgizië               | Sultan Qaboos Sports Complex, Muscat Toeschouwers: 13.754 Scheidsrechter: Alireza Faghani (AUS) |
| 11 juni WK 2026 kwalificatie Tweede ronde «onderlinge duels» 20:00 uur (UTC+4) | Alimardon Sjoekoerov 57' (e.d.) |       | 19' Eldijar Zarypbekov | Sultan Qaboos Sports Complex, Muscat Toeschouwers: 13.754 Scheidsrechter: Alireza Faghani (AUS) |

|                                                                                   |                   |       |      |                                                                                                 |
| 5 september WK 2026 kwalificatie Derde ronde «onderlinge duels» 19:00 uur (UTC+3) | Irak              | 1 – 0 | Oman | Basra Internationaal Stadion, Basra Toeschouwers: 63.720 Scheidsrechter: Khalid Al-Turais (KSA) |
| 5 september WK 2026 kwalificatie Derde ronde «onderlinge duels» 19:00 uur (UTC+3) | Aymen Hussein 13' |       |      | Basra Internationaal Stadion, Basra Toeschouwers: 63.720 Scheidsrechter: Khalid Al-Turais (KSA) |

|                                                                                    |                              |       |                                                         |                                                                                         |
| 10 september WK 2026 kwalificatie Derde ronde «onderlinge duels» 18:00 uur (UTC+4) | Oman                         | 1 – 3 | Zuid-Korea                                              | Sultan Qaboos Sports Complex, Muscat Toeschouwers: 27.144 Scheidsrechter: Ma Ning (CHN) |
| 10 september WK 2026 kwalificatie Derde ronde «onderlinge duels» 18:00 uur (UTC+4) | Jung Seung-hyun 45+2' (e.d.) |       | 10' Hwang Hee-chan 82' Son Heung-min 90+11' Joo Min-kyu | Sultan Qaboos Sports Complex, Muscat Toeschouwers: 27.144 Scheidsrechter: Ma Ning (CHN) |

|                                                                                  | |       |         |                                                                                                 |
| 10 oktober WK 2026 kwalificatie Derde ronde «onderlinge duels» 20:00 uur (UTC+4) | Oman                                                                                                | 4 – 0 | Koeweit | Sultan Qaboos Sports Complex, Muscat Toeschouwers: 25.891 Scheidsrechter: Alireza Faghani (AUS) |
| 10 oktober WK 2026 kwalificatie Derde ronde «onderlinge duels» 20:00 uur (UTC+4) | Abdulrahman Al-Mushaifri 17' Muhsen Al-Ghassani 30' Abdulrahman Al-Mushaifri 58' Abdullah Fawaz 79' |       |         | Sultan Qaboos Sports Complex, Muscat Toeschouwers: 25.891 Scheidsrechter: Alireza Faghani (AUS) |

|                                                                                  |                                                                            |       |      |                                                                                                 |
| 15 oktober WK 2026 kwalificatie Derde ronde «onderlinge duels» 19:00 uur (UTC+3) | Jordanië                                                                   | 4 – 0 | Oman | Amman Internationaal Stadion, Amman Toeschouwers: 14.515 Scheidsrechter: Khalid Al-Turais (KSA) |
| 15 oktober WK 2026 kwalificatie Derde ronde «onderlinge duels» 19:00 uur (UTC+3) | Yazan Al-Naimat 26' Ali Olwan 49' (pen.) Yazan Al-Naimat 54' Ali Olwan 87' |       |      | Amman Internationaal Stadion, Amman Toeschouwers: 14.515 Scheidsrechter: Khalid Al-Turais (KSA) |

|                                                                                   |                        |       |           |                                                                                         |
| 14 november WK 2026 kwalificatie Derde ronde «onderlinge duels» 20:00 uur (UTC+4) | Oman                   | 1 – 0 | Palestina | Sultan Qaboos Sports Complex, Muscat Toeschouwers: 21.754 Scheidsrechter: Fu Ming (CHN) |
| 14 november WK 2026 kwalificatie Derde ronde «onderlinge duels» 20:00 uur (UTC+4) | Muhsen Al-Ghassani 83' |       |           | Sultan Qaboos Sports Complex, Muscat Toeschouwers: 21.754 Scheidsrechter: Fu Ming (CHN) |

|                                                                                   |      |                  |      |                                                                                             |
| 19 november WK 2026 kwalificatie Derde ronde «onderlinge duels» 20:00 uur (UTC+4) | Oman | 0 – 1            | Irak | Sultan Qaboos Sports Complex, Muscat Toeschouwers: 26.377 Scheidsrechter: Omar Al-Ali (VAE) |
| 19 november WK 2026 kwalificatie Derde ronde «onderlinge duels» 20:00 uur (UTC+4) |      | 36' Youssef Amyn |      | Sultan Qaboos Sports Complex, Muscat Toeschouwers: 26.377 Scheidsrechter: Omar Al-Ali (VAE) |

### 2025
|                                                                 |      |       |        |                                                           |
| 13 maart Vriendschappelijk «onderlinge duels» 22:00 uur (UTC+4) | Oman | 0 – 0 | Soedan | Sultan Qaboos Sports Complex, Muscat Scheidsrechter: onb. |
| 13 maart Vriendschappelijk «onderlinge duels» 22:00 uur (UTC+4) |      |       |        | Sultan Qaboos Sports Complex, Muscat Scheidsrechter: onb. |

|                                                                                |                    |       |                    |                                                                                  |
| 20 maart WK 2026 kwalificatie Derde ronde «onderlinge duels» 20:00 uur (UTC+9) | Zuid-Korea         | 1 – 1 | Oman               | Goyangstadion, Goyang Toeschouwers: 35.212 Scheidsrechter: Alireza Faghani (AUS) |
| 20 maart WK 2026 kwalificatie Derde ronde «onderlinge duels» 20:00 uur (UTC+9) | Hwang Hee-chan 41' |       | 80' Ali Al-Busaidi | Goyangstadion, Goyang Toeschouwers: 35.212 Scheidsrechter: Alireza Faghani (AUS) |

|                                                                                |         |                    |      | |
| 25 maart WK 2026 kwalificatie Derde ronde «onderlinge duels» 21:15 uur (UTC+3) | Koeweit | 0 – 1              | Oman | Internationaal Stadion Jaber al-Ahmad, Koeweit Toeschouwers: 41.322 Scheidsrechter: Salman Falahi (QAT) |
| 25 maart WK 2026 kwalificatie Derde ronde «onderlinge duels» 21:15 uur (UTC+3) |         | 56' Issam Al-Sabhi |      | Internationaal Stadion Jaber al-Ahmad, Koeweit Toeschouwers: 41.322 Scheidsrechter: Salman Falahi (QAT) |

|                                                                           |      |   |          |                                                             |
| 5 juni WK 2026 kwalificatie Derde ronde «onderlinge duels» n.n.b. (UTC+4) | Oman | – | Jordanië | Sultan Qaboos Sports Complex, Muscat Scheidsrechter: n.n.b. |
| 5 juni WK 2026 kwalificatie Derde ronde «onderlinge duels» n.n.b. (UTC+4) |      |   |          | Sultan Qaboos Sports Complex, Muscat Scheidsrechter: n.n.b. |

|                                                                    |           |   |      |                               |
| 10 juni WK 2026 kwalificatie Derde ronde «onderlinge duels» n.n.b. | Palestina | – | Oman | n.n.b. Scheidsrechter: n.n.b. |
| 10 juni WK 2026 kwalificatie Derde ronde «onderlinge duels» n.n.b. |           |   |      | n.n.b. Scheidsrechter: n.n.b. |

OFA · A-internationals · Bondscoaches · Statistieken · Olympisch elftal · Oman U21 · Oman U20 · Oman U19 · Oman U18 · Oman U17
1970 – 1979 · 
1980 – 1989 · 
1990 – 1999 · 
2000 – 2009 · 
2010 – 2019 ·
2020 − 2029
1974 · 
1975 · 
1976 · 
1977 · 
1978 · 
1979 · 
1980 · 
1981 · 
1982 · 
1983 · 
1984 · 
1985 · 
1986 · 
1987 · 
1988 · 
1989 · 
1990 · 
1991 · 
1992 · 
1993 · 
1994 · 
1995 · 
1996 · 
1997 · 
1998 · 
1999 · 
2000 · 
2001 · 
2002 · 
2003 · 
2004 · 
2005 · 
2006 · 
2007 · 
2008 · 
2009 · 
2010 · 
2011 · 
2012 · 
2013 · 
2014 ·
2015 ·
2016 ·
2017 ·
2018 ·
2019 ·
2020 ·
2021 ·
2022 ·
2023
Afghanistan ·
Algerije ·
Australië ·
Azerbeidzjan ·
Bahrein ·
Bangladesh ·
Benin ·
Bhutan ·
Bosnië en Herzegovina ·
Brazilië ·
Bulgarije ·
Burkina Faso ·
Chili ·
China ·
Congo-Kinshasa ·
Costa Rica ·
Duitsland ·
Ecuador ·
Egypte ·
Estland ·
Filipijnen ·
Finland ·
Gabon ·
Guam ·
Haïti ·
Hongkong ·
Ierland ·
India ·
Indonesië ·
Irak ·
Iran ·
Japan ·
Jemen ·
Jordanië ·
Kazachstan ·
Kenia ·
Kirgizië ·
Koeweit ·
Kosovo ·
Laos ·
Letland ·
Libanon ·
Liberia ·
Libië ·
Macau ·
Malediven ·
Maleisië ·
Mali ·
Marokko ·
Mauritanië ·
Mozambique ·
Myanmar ·
Nepal ·
Nieuw-Zeeland ·
Noord-Korea ·
Noord-Macedonië ·
Noorwegen ·
Oezbekistan ·
Pakistan ·
Palestina ·
Paraguay ·
Qatar ·
Saoedi-Arabië ·
Senegal ·
Singapore ·
Slovenië ·
Soedan ·
Somalië ·
Sri Lanka ·
Syrië ·
Tadzjikistan ·
Taiwan ·
Thailand ·
Togo ·
Tunesië ·
Turkmenistan ·
Uruguay ·
Verenigde Arabische Emiraten ·
Verenigde Staten ·
Vietnam ·
Wit-Rusland ·
Zambia ·
Zimbabwe ·
Zuid-Korea ·
Zweden ·
Zwitserland
CONMEBOL: Argentinië · Bolivia · Brazilië · Chili · Colombia · Ecuador · Paraguay · Peru · Uruguay · Venezuela

UEFA: Albanië · Andorra · Armenië · Azerbeidzjan · België · Bosnië en Herzegovina · Bulgarije · Cyprus · Denemarken · Duitsland · Engeland · Estland · Faeröer · Finland · Frankrijk · Georgië · Gibraltar · Griekenland · Hongarije · IJsland · Ierland · Israël · Italië · Kazachstan · Kosovo · Kroatië · Letland · Liechtenstein · Litouwen · Luxemburg · Malta · Moldavië · Montenegro · Nederland · Noord-Ierland · Noord-Macedonië · Noorwegen · Oekraïne · Oostenrijk · Polen · Portugal · Roemenië · Rusland · San Marino · Schotland · Servië · Slovenië · Slowakije · Spanje · Tsjechië · Turkije · Wales · Wit-Rusland · Zweden · Zwitserland

AFC: Australië · China · Irak · Iran · Japan · Libanon · Oezbekistan · Oman · Qatar · Saoedi-Arabië · Syrië · Verenigde Arabische Emiraten · Vietnam · Zuid-Korea

CAF: Algerije · Burkina Faso · Congo-Kinshasa · Egypte · Ghana · Ivoorkust · Kaapverdië · Kameroen · Mali · Marokko · Nigeria · Senegal · Tunesië · Zuid-Afrika

CONCACAF: Canada · Costa Rica · Curaçao · El Salvador · Honduras · Jamaica · Mexico · Panama · Suriname · Verenigde Staten

OFC: Nieuw-Zeeland